# Parsberg
Parsberg là một đô thị ở Neumarkt bang Bayern thuộc nước Đức.

## External chú thích
- History of Parsberg Lưu trữ ngày 9 tháng 4 năm 2011 tại Wayback Machine (PDF in German)
- History of the Coat of Arms of Parsberg